# Indianola, Iowa
Indianola är administrativ huvudort i Warren County i den amerikanska delstaten Iowa. Indianola har 14 782 invånare (2010). Orten grundades år 1849 och fick sitt namn efter Indianola i Texas, ett samhälle som numera är en spökstad. Indianola är säte för Simpson College.